# Jovan Mijušković
Jovan Mijušković (Niš, 17. rujna 1886. — Beograd, 27. studenoga 1944.), srpski liječnik, kirurg i državni dužnosnik. Zapamćen po prvoj uspješnoj operaciji na otvorenom srcu u Kraljevini Jugoslaviji napravljenoj u Valjevu 1928. godine. Za vrijeme njemačke okupacije Srbije u Drugome svjetskom ratu bio je ministar zdravstva u Vladi narodnog spasa do podnošenja ostavke 1942. godine. Strijeljan je početkom studenoga 1944. godine u Beogradu. Pogubili su ga partizani nakon što su zauzeli Beograd.

## Životopis

### Školovanje
Osnovnu i srednju školu pohađao je u Beogradu. Medicinske znanosti s doktoratom završio je u Beču 1914., gdje se nalazio i među osnivačima akademskog društva Zora i bio njegov predsjednik. Po diplomiranju interniran je u austro-ugarski zarobljenički logor i ondje ostao do kraja rata. Imao je kćer Anicu, profesoricu francuskog jezika.

### Liječnička karijera
Poslije Prvoga svjetskog rata prvo je radio u Ulcinju. Od 1. travnja 1919. liječnik je račanskog okruga (Bajina Bašta), zatim liječnik valjevskog (od 21. rujna 1920.) i tamnavskog okruga (od 3. veljače 1921.). Iz Uba je 30. svibnja 1923. prešao u Beograd, za sekundarnog liječnika kirurškog odjela u bolnici. Zatim je specijalizirao opću kirurgiju (dijelom u Beču) i prvo je bio postavljen za šefa kirurgije i upravitelja bolnice u Ćupriji, a 1. lipnja 1926. došao na istu dužnost u Valjevu gdje je ostao do 21. travnja 1932. godine.
U Valjevu je 7. travnja 1928. godine, prvi u Kraljevini Jugoslaviji, izveo uspjelu operaciju na otvorenom srcu (operirao je petnaestogodišnjeg Dragomira Mitrovića iz Dupljaja, slučajno ranjena u igri iz malokalibarskog pištolja). O tome je mnogo pisano u novinama i časopisima.
Radeći pod Mijuškovićevim rukovodstvom, kirurška služba valjevske bolnice je 1927. godine imala 344 operativna zahvata. Poslije je bio: šef saniteta Ministarstva prometa i profesor povijesti medicine na Medicinskom fakultetu u Beogradu (nastupno predavanje “pred dupke prepunim amfiteatrom” održao je početkom travnja 1937.). Mijušković se bavio i znanstveno-istraživačkim radom u području kirurgije publicirajući radove u domaćim i inozemnim časopisima. Popularne članke iz medicine objavljivao je u Glasu Valjeva i u beogradskome dnevnom tisku (u Pravdi je 1933. pisao o Divčibarama).

### Politička karijera
Politički je pripadao Radikalnoj stranci. U tamnavskom okrugu je 1938. godine izabran za narodnog zastupnika na listi Jugoslovenske radikalne zajednice. Za vrijeme Drugog svjetskog rata, 
kao potpredsjednik liječničke komore supotpisao Apel srpskom narodu u kojemu je javno osuđen komunistički ustanak u okupiranoj Srbiji i narod pozvan na poštovanje okupatorovog poretka i mira. u vladi Milana Nedića je od 29. kolovoza 1941. do 7. listopada 1941. bio ministar socijalne politike, a od 7. listopada 1941. do 10. studenoga 1942. bio ministar socijalne politike i narodnog zdravlja. Poslije podnošenja ostavke na ministarsku dužnost krajem 1942. bio je šef kirurgije Gradske bolnice u Beogradu.

### Smrt
Strijeljan je bez presude po uspostavljanju u Beogradu komunističke vlasti. Beogradski dnevni list Politika od 7. studenoga 1944. objavio je popis strijeljanih. Osim drugih liječnika navodi se i ime docenta Medicinskog fakulteta u Beogradu dr. Jovana Mijuškovića, kirurga, koji je strijeljan „...kao suradnik okupatora jer je organizirao sanitetski kordon kroz koji su morali da prođu sve izbjeglice, koje su poslije propasti Jugoslavije prelazile u Srbiju. Na taj je način čuvao njemačke vojnike od moguće epidemije.“!

## Zanimljivosti
U Valjevu je 1992. godine osnovana Zaklada za razvoj „Dr Jovan Mijušković.“